# MBDA Mistral
Il Mistral è un sistema missilistico superficie-aria (SAM) a guida infrarossa, di produzione e progettazione interamente francesi. È portatile, ma non spalleggiabile: non esistono infatti lanciatori da spalla come per lo Stinger.
Si basa sull'esperienza che l'allora Matra missili aveva nel settore, avendo essa progettato il missile Magic R.550, un'arma a guida infrarossa per il combattimento aereo.

## Storia
Nel 1977 fu indetto un concorso per equipaggiare tutte le forze armate francesi con un nuovo missile contraereo ed i cui risultati sarebbero stati usati per la specifica SATCP, relativa ad un missile contraereo portatile. Cinque le proposte, delle quali si sono persi i dettagli, ma l'unico risultato certo è stato la vittoria della proposta Matra, che ha comportato l'adozione del missile come è attualmente conosciuto. Questo programma ha avuto il via libera nel settembre 1980 e ne è apparso il prototipo nel 1983, per completare, con 37 lanci di prova, il programma sperimentale.
Data la necessità impellente dell'Esercito francese (rimasto privo di missili di questa categoria) i primi missili furono distribuiti alle truppe già prima del completamento, nel 1988, dei programmi di valutazione.

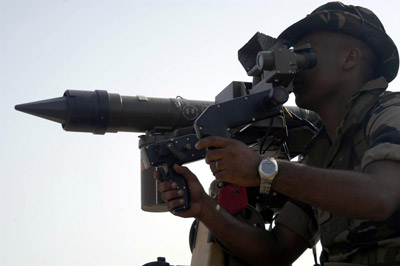
Lanciatore da fanteria

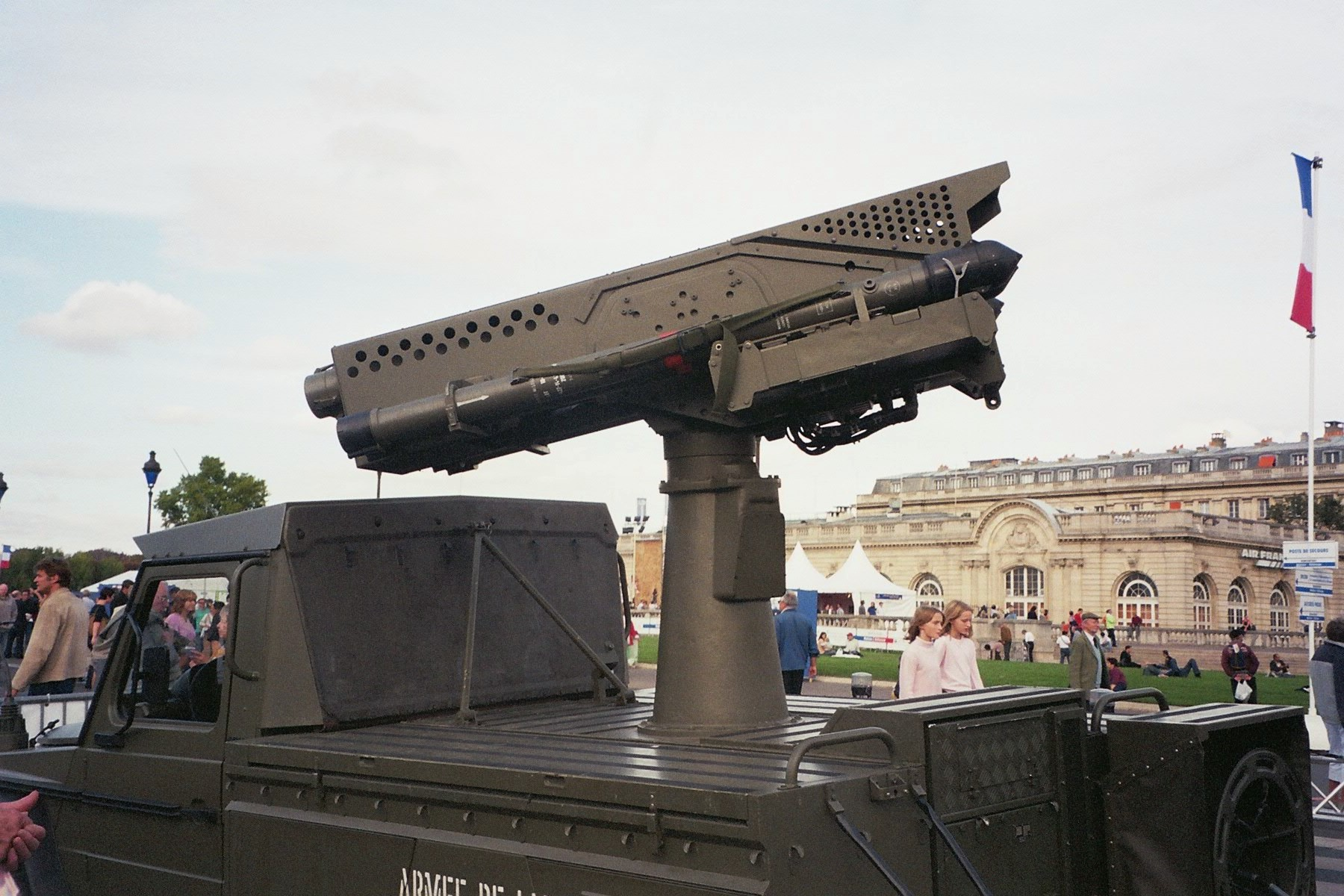
Mistral ASPIC

## Tecnica
Il missile è un pesante e potente ordigno, desueto rispetto al tipo classico di arma da fanteria.
La lunghezza è pari se non superiore a quella di un uomo, mentre il peso, quasi 20 kg, è pressoché doppio di quello di un SAM portatile come lo Strela, e di fatto a metà strada, per esempio, tra la massa di un SA-7 lanciabile a spalla, e di un SA-9 Gaskin di installazione veicolare.
Il diametro del missile è di 90mm, più della media di categoria. Ha un razzo di lancio a propellente solido, della SNPE, che possiede 2 stadi: il booster, per far uscire il missile dal tubo di lancio, dove risiede normalmente con le alette ripiegate, e quello di sostentamento, che ha una durata maggiore.
Questa combinazione permette all'arma di accelerare fino a 800 m/s. ovvero mach 2,5, più della media dei SAM portatili, vanificando le prestazioni dei cacciabombardieri a bassa quota.
La testata di ricerca, normalmente schermata da un cappuccio a frattura, di caratteristica forma piramidale, è dotata di un sensore di ricerca ad infrarossi molto sofisticato, approfittando sia della tecnologia miniaturizzata che della maggiore massa e spazio disponibili.
Il sensore è costituito da una serie di elementi che complessivamente guardano un settore di ±38 gradi, con rotazione attorno all'asse per dare una percezione grandangolare al cervello digitale dell'arma. Infatti, piuttosto che un sensore di grande diametro, si è scelto un tipo con apertura di osservazione ridotta ma che forma un'immagine panoramica con la rotazione della testa di ricerca, che si comporta in un certo senso come il fascio di un'antenna radar rotante. Si tratta di una tipica forma di ricerca dei missili di ultima generazione IR, come l'ASRAAM britannico.
Questo sensore, inoltre, ha un'importantissima qualità: il suo campo di osservazione è nel settore IR con lunghezza d'onda 3-5 micron, ma anche nel settore dello spettro dei 0.2-0.4 micron ultravioletto. Così è largamente immune dalle tradizionali forme di disturbo, perché le emissioni UV sono molto più difficili da imitare da parte dei flare.
Questa doppia banda (dual band), come si direbbe oggi, assicura prestazioni molto notevoli di resistenza e unita alla capacità di refrigerazione del sensore stesso a 187 kelvin, anche una notevole sensibilità ad oggetti che sono a distanze normalmente proibitive per un missile di questo tipo. Ciò permette una notevole flessibilità di impiego e di gittata massima.
Il missile ha una struttura di lancio che pesa grossomodo quanto l'arma, e che consiste in un sedile, sistema di mira, raffreddamento e alimentazione elettrica, il tutto smontabile e portatile. La velocità e agilità, quest'ultima ottenuta con 2 alette canard, permette di manovrare anche contro bersagli che cercano di evitare l'ingaggio, con accelerazioni di manovra di 8g.
Il sistema di ingaggio prevede che l'operatore, una volta che ha avvistato un bersaglio aereo, lo acquisisca con il cannocchiale a 3 ingrandimenti o con una camera a immagine termica e lo segue con il collimatore trasparente su cui sono proiettati, come su di un HUD, i dati del lancio. Entro un paio di secondi dall'ordine di fuoco, parte il missile, sparato dal primo stadio a 15 metri distante e 40 metri al secondo di accelerazione, per poi venire sostentato dal motore principale (che si aziona quando l'arma è a distanza di sicurezza dall'operatore), con tempo di combustione di 2,5 secondi.
Esso deve avere già acquisito il bersaglio al momento del lancio, a quel punto lo insegue (il raggio di acquisizione dichiarato è di 6 km per gli aerei, ma notare bene, solo 4 km per gli elicotteri) e lo attacca. La testata ha 1 kg di esplosivo e 1,8 kg di sferette in materiale pesante e durissimo (tungsteno), che causano danni facilmente immaginabili alla struttura di alluminio di un aereo. Il motivo della testata a frammentazione è che il missile ha anche una spoletta di prossimità a funzionamento laser, molto precisa, con un raggio di azionamento limitato ad 1 metro per essere utilizzabile anche a bassa quota, e ben entro il raggio utile dell'esplosione della testata.
Il tempo di volo sostentato, grazie alla veloce combustione del motore di sostentamento a propellente solido (il secondo stadio del Mistral), raggiunge i 12 secondi. Dopo di che entra in azione l'autodistruzione dell'arma.

## Lanciatori
L'impiego dell'arma ha visto una constatazione di fondo: il Mistral sarà anche un missile efficace, ma troppo pesante come normale dotazione della fanteria appiedata, che per portare un sistema e 2 missili deve sobbarcarsi un totale di 60 kg in 3 carichi.
In effetti, le critiche alla massa eccessiva del Mistral non sono mancate, ma tali dimensioni sono state reputate necessarie per raggiungere i requisiti tecnici come anche superare in prestazioni lo Stinger americano, il principale concorrente. Di fatto i due tipi sono solo parzialmente comparabili per tale ragione.
Così ben presto sono arrivati sistemi di lancio per mezzi di tipo diverso: Santal, Simbad, Sadral, Aspic, Pamela, MPCV, AATCP, Atlas e Albi.

### SANTAL
Il Santal (Système ANTi aérien Autonome Leger) è stato un sistema di lancio di 6 missili Mistral (2 × 3), fu installato su alcuni VAB, ma alla fine il progetto su abbandonato.

### SIMBAD

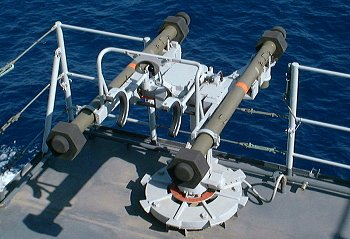
SIMBAD

Il Simbad è un sistema di lancio binato (2 × 1), installato su navi, che è costituito da un semplice mirino, l'operatore in mezzo ai due missili pronti al lancio nei loro tubi e un supporto adeguato come un affusto a candeliere simile a quello per i cannoni da 20mm con cui il Simbad è intercambiabile. È un sistema molto semplice ma ragionevolmente efficiente.
Il Simbad, che significa sistema integrato di Mistral a 2 tubi per autodifesa (Système Intégré Mistral Bi-munitions pour l'AutoDéfense), pesa 250 kg con i missili, ha un apparato elettronico di mira e raffreddamento, mentre l'operatore riceve gli ordini per interfono. Il Brasile, tra gli altri clienti, lo usa per la portaerei Minas Gerais nonostante esso sia nato come apparato per piccole navi o quantomeno semplici.

### SADRAL

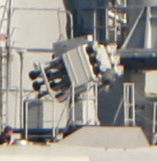
SADRAL

Il Sadral (Système d'Auto-défense Rapprochée Anti-aérienne Léger) è invece una sorta di CIWS leggero, esso ha infatti una dotazione di 6 missili in coppie sovrapposte (2 × 3), quindi un numero sufficiente per respingere attacchi aerei senza ricaricare subito.
Il Sadral ha un dispositivo di mira con telecamera normale o a immagine termica. Esso pesa, come installazione, circa 1050 kg a pieno carico, e ad esso vanno aggiunti i quasi 700 kg della consolle della centrale operativa e una unità ausiliaria con i servomeccanismi, che costituiscono la dotazione base della nave. La torretta di lancio, molto semplice, è tuttavia stabilizzata contro i movimenti della nave e ha una riserva di gas refrigerante sotto forma di 2 bombole di gas freon, sistemate ciascuna sotto una colonna di 3 lanciamissili.
Data la limitata efficacia del sistema di difesa in parola, sarebbe eccessivo aspettarsi da questo una capacità operativa totalmente comparabile con quella dei CIWS più importanti, ma nondimeno il Sadral è un'installazione compatta e leggera, con un peso complessivo che è circa un quarto di quello di un Vulcan Phalanx pur avendo una gittata nominale, sempre che riescano le teste di guida a trovare il bersaglio, di 4 volte tanto.
La combinazione di compattezza ed efficacia ha costituito un motivo di interesse e così il sistema ha trovato vari acquirenti, come la stessa Marine Nationale, che ne ha equipaggiato le due fregate Classe Cassard, con 2 lanciatori e 39 missili di riserva complessiva. Essi sono complessivamente meno pesanti della metà di un singolo Phalanx, e sono alloggiati ai lati dell'hangar poppiero.
A differenza del Simbad, il Sadral è collegabile con i sistemi di controllo automatizzato della nave e pertanto la sua efficacia, basandosi sul controllo a distanza e sui sensori della piattaforma, non è un concetto aleatorio come nel caso del sistema più semplice, che ha bisogno di un operatore pronto al tiro e ben addestrato per reagire prontamente.
Nel caso di ingaggi di bersagli ad alte prestazioni questo è una differenza fondamentale, perché vi sono solo pochi secondi per reagire alla minaccia incombente. Le prove contro i nemici più pericolosi, i missili antinave, non è chiaro se siano mai state compiute. Secondo alcune fonti questo sarebbe accaduto come nel caso dei missili Exocet facenti la parte del bersaglio, ma questo potrebbe essere spiegato anche da un fatto, che i missili di questo tipo hanno un motore a razzo che emette molto più calore del turbogetto che molti tipi di missili antinave hanno (e oltretutto privo di postbruciatore).
In ogni caso, per quello che costa il Sadral ha dimostrato di valere, e così è stato comprato dalla Francia per le navi ammodernate nel programma OP3A (operazione di miglioramento dell'autodifesa antiaerea), associato ad un sensore optronico di sorveglianza, il SAGEM VIGY 105, che ha capacità di osservazione panoramica e sensore a immagine termica. Le esportazioni del sistema sono andate anche a Finlandia, Qatar e Emirati Arabi Uniti. La Finlandia ha inoltre sistemato una coppia di Mistral in un affusto di cannone da 23mm antiaereo. Altre applicazioni sono arrivate con vari tipi di lanciatori sperimentali, abbinati a vari sistemi optronici e di contromisure elettroniche.
Il sistema missilistico Mistral ha un raggio utile minimo di 300m e massimo di 6 km, mentre la quota oscilla da 15 a 4500m. La nave che lo ospita ha una esigenza di spazio minima, sia sopra che sotto il ponte.

### ASPIC

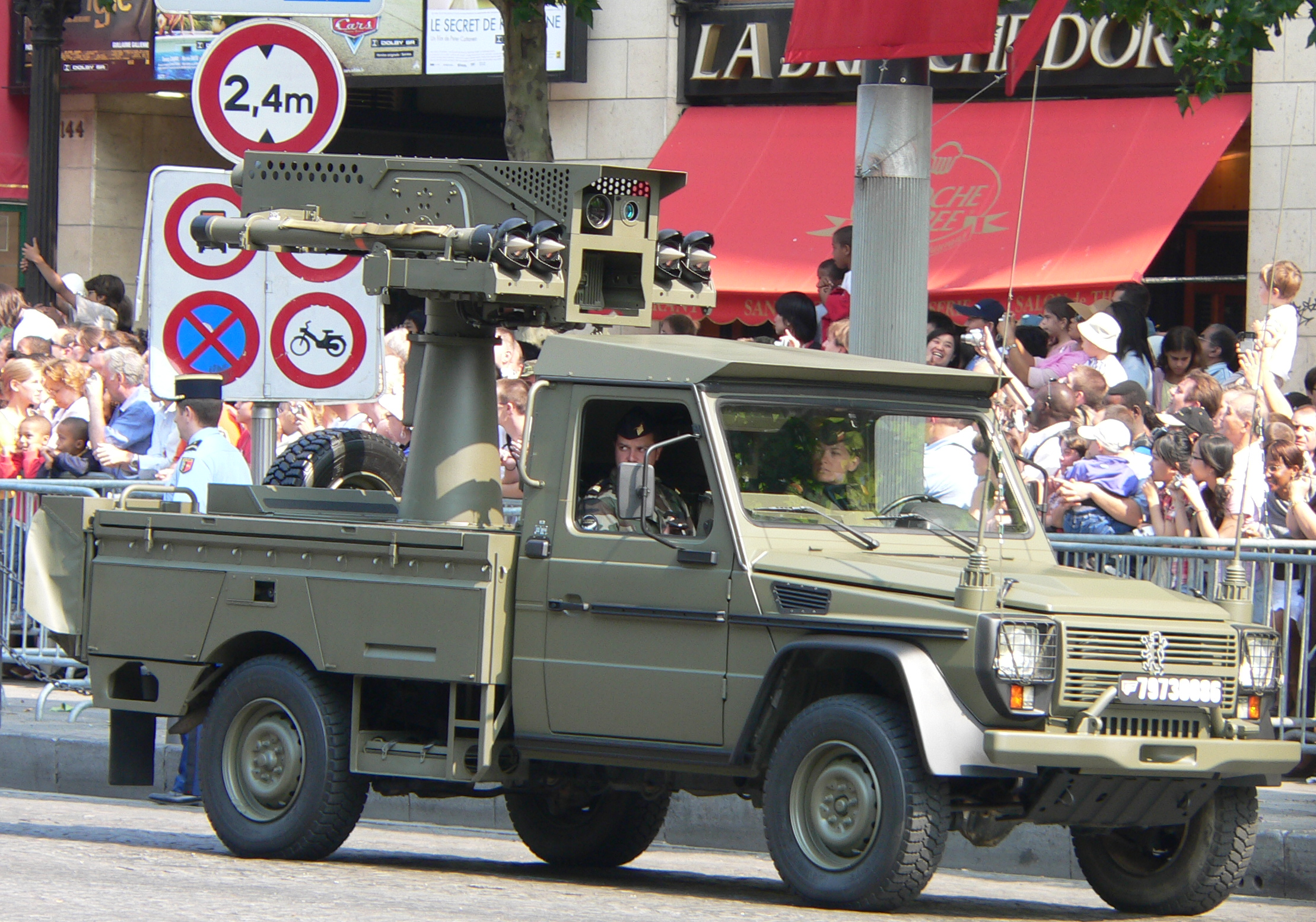
ASPIC su una Peugeot P4

L'Aspic è un sistema di lancio di 4 missili Mistral (2 × 2) montato su una Peugeot P4 e realizzato dalla Thales.

### PAMELA

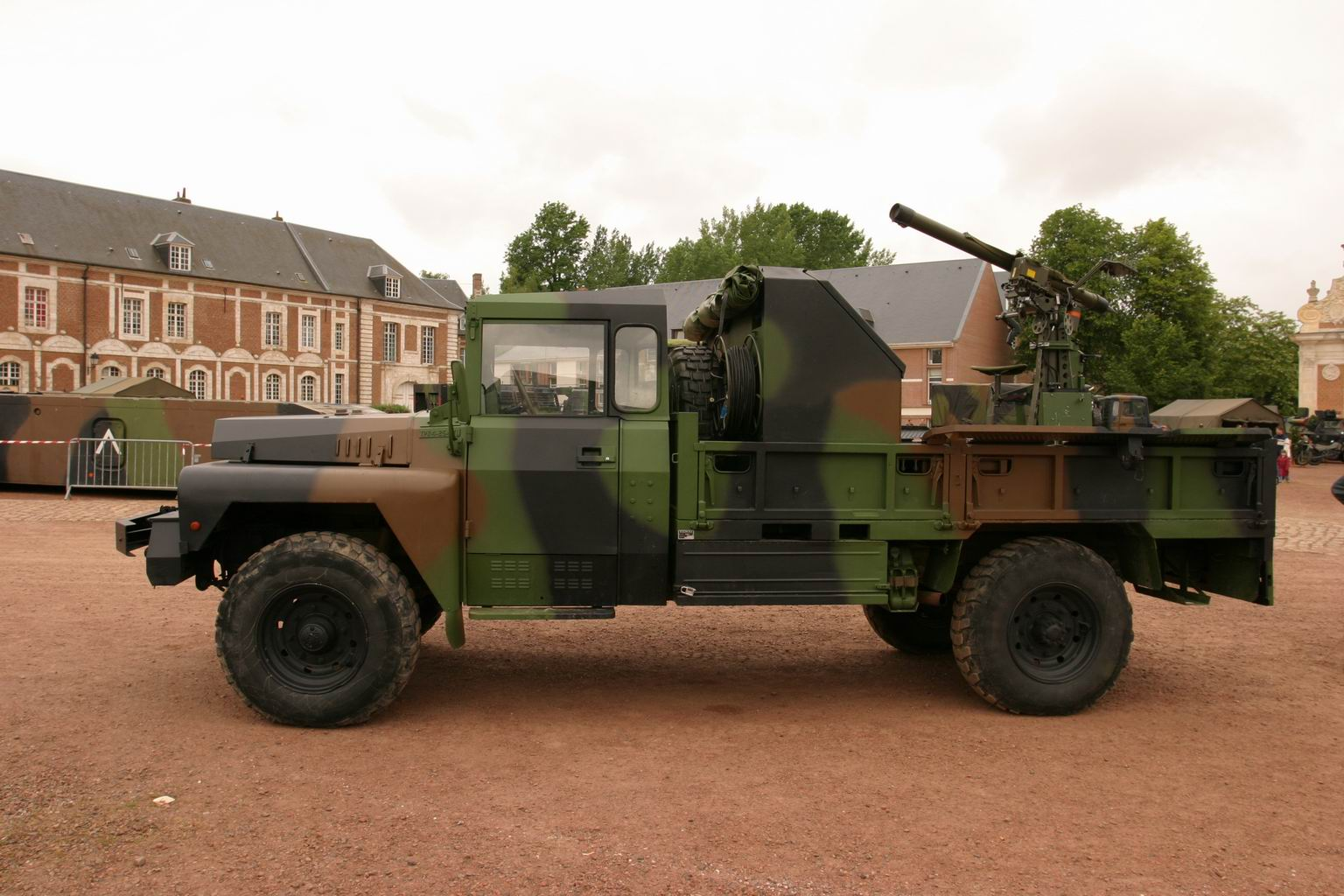
PAMELA su un VLRA TPK 425

Il Pamela (Plateforme d'Adaptation Mistral Equipée Légère Aérotransportable) è un sistema di lancio di 1 missile Mistral montato su camion VLRA TPK 425 o Renault TRM 2000 e realizzato dalla Thales.

### MPCV
Il MPCV (Multi Purpose Combat Vehicle) è un sistema di lancio di 4 missili Mistral (2 × 2) montato su un Renault Sherpa 3.

### AATCP

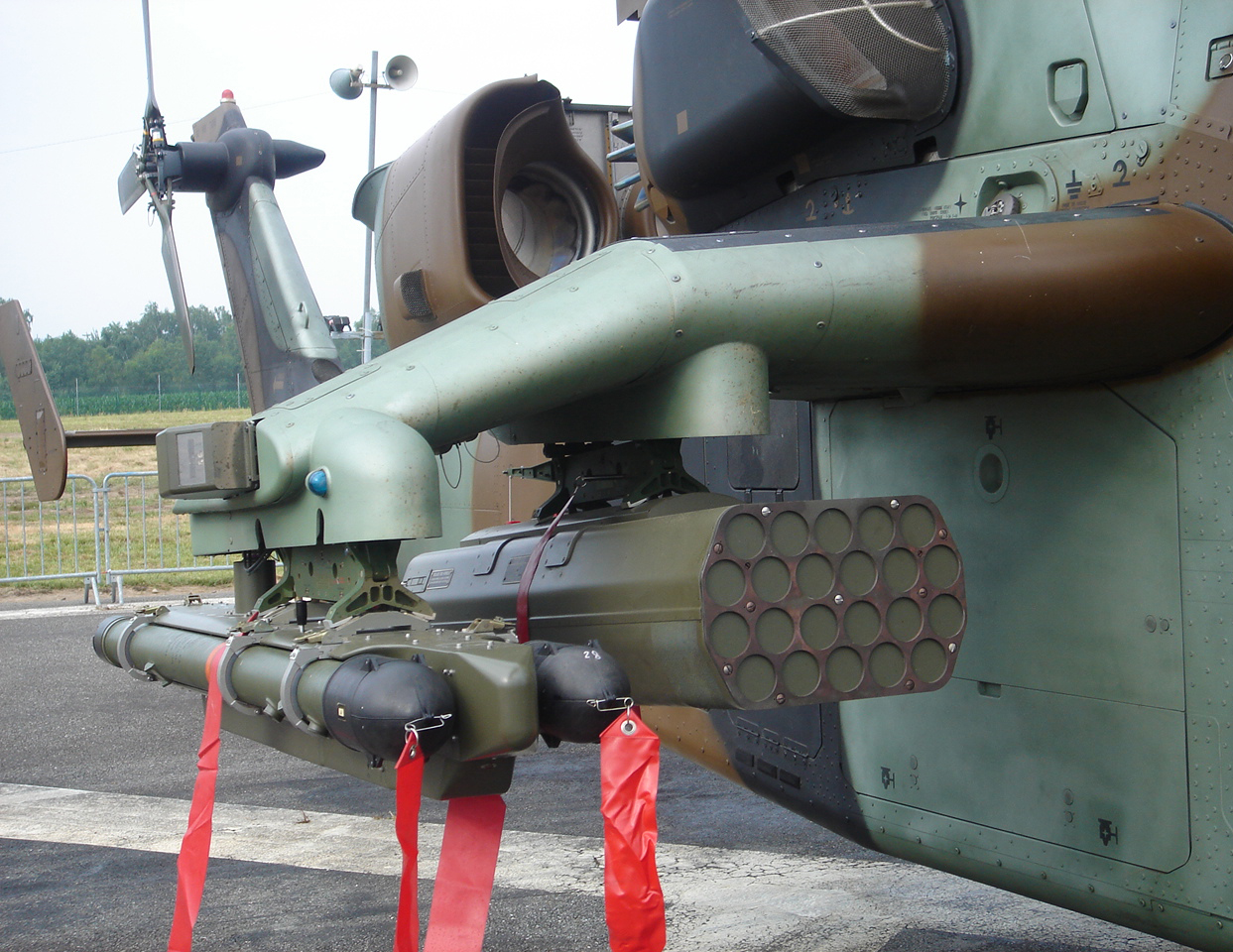
AATCP su Tigre HAP

L'AATCP (Air-Air Très Courte Portée) o anche ATAM è un sistema di lancio di 4 missili Mistral aria-aria, su due lanciatori binati (2 × 1) uno per lato, montato su elicotteri. La versione superficie-aria non è peraltro la sola ad essere entrata in sviluppo: il Mistral è stato valutato anche come arma aria-aria, cosa abbastanza normale per questo tipo di missili, ma il missile, a differenza degli altri tipi è stato fin dall'inizio, con il programma interforze, pensato anche per l'impiego in versione aria-aria. Così una versione del sistema missilistico è stata usata su elicotteri SA 341 i più vecchi modelli del tipo Gazelle, con 4 missili Mistral in 2 lanciatori binati e un sensore VIVIANE della SFIM, stabilizzato e con uno zoom ottico per l'ingrandimento dell'immagine. La SFIM, specializzata nelle ottiche di alta precisione, aveva fornito già i sistemi di puntamento per elicotteri, come quello per i missili AS-12, che era stabilizzato e con 10 ingrandimenti. L'esperienza è stata messa a frutto negli anni e alla fine ha avuto sbocco per questo programma, con 40 elicotteri modificati per ruolo di scorta e contrasto ai velivoli nemici, cominciando con 4 macchine usate durante la Guerra del Golfo.

### ATLAS e ALBI
Atlas e Albi sono due sistemi di lancio binati (2 × 1) installati su veicoli.

## Operatività
Il missile Mistral non ha avuto un impiego bellico vero e proprio. Sebbene il primo rischieramento operativo è avvenuto nella crisi del Golfo del 1990, nessuna arma è stata usata in azioni di fuoco reale. I missili sono stati esportati in nazioni come la Finlandia, Emirati Arabi e numerose altre, ma nessun Paese "critico" come l'Iraq o la Serbia ne ha avuti in carico.
Il missile è un'arma di generazione nuova e con un potenziale di crescita di un certo rilievo, ma in effetti sono stati gli affusti e le installazioni ad essere diverse a seconda della piattaforma. Assieme all'ASTER, MICA e Eryx esso ha rappresentato la nuova generazione di missili francesi, apparsi tra la fine degli anni '80 e l'inizio del decennio successivo, caratterizzati da una tecnologia di punta molto competitiva, e con un'affidabilità elevata di funzionamento.
In termini di probabilità di colpire, entro il 1994 il Mistral ha avuto una percentuale di successi del 92% su 200 lanci circa. In tutto, nel 1997 vari clienti hanno ordinato 11.000 missili, ma attualmente le ordinazioni sono arrivate a circa 16.000 armi.

## Utilizzatori
Austria
 Brasile
 Cile
 Cipro
 Colombia
 Corea del Sud
 Estonia
 Finlandia
 Francia
 Indonesia
 Marocco
 Norvegia

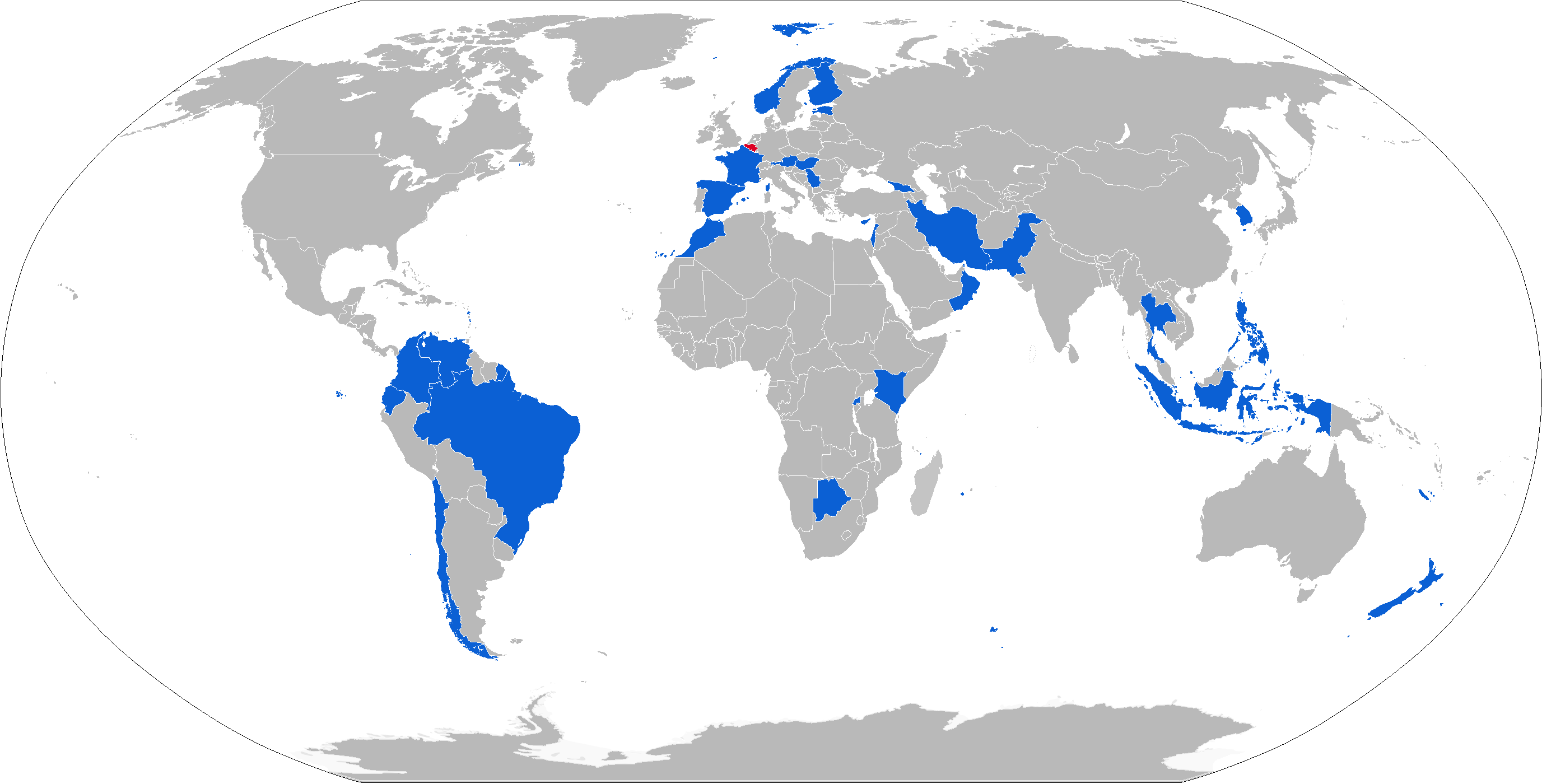
Utilizzatori del Mistral nel mondo

Circa 100 missili sono stati forniti alle forze ucraine durante l'invasione russa dell'Ucraina del 2022.
 Nuova Zelanda
 Oman
 Pakistan
 Singapore
 Spagna
 Sudafrica
 Ucraina
Almeno 100 unità cedute dall'esercito norvegese
 Ungheria
 Venezuela